# Jacqueline Maurer-Mayor
 (septembre 2022).
Si vous disposez d'ouvrages ou d'articles de référence ou si vous connaissez des sites web de qualité traitant du thème abordé ici, merci de compléter l'article en donnant les références utiles à sa vérifiabilité et en les liant à la section « Notes et références ».
Pour les articles homonymes, voir Maurer et Mayor.
Jacqueline Maurer-Mayor, née le 22 juin 1947 à Vaulion, est une personnalité politique suisse, membre du parti radical-démocratique.
Elle est la première femme membre du Conseil d'État du canton de Vaud.

## Biographie
Secrétaire de direction de 1967 à 1973, elle est conseillère communale de cette année jusqu'en 1981. Députée au Grand Conseil du canton de Vaud de 1978 à 1986 puis de 1990 à 1997 elle en est la présidente en 1996.
À partir de 1981, elle est membre de plusieurs conseils d'administration d'associations ou de groupements cantonaux, tels la société Innovation S.A. (1981), l'Automobile Club suisse, section vaudoise (dont elle est présidente de 1986 à 1997), Association routière vaudoise (vice-présidente de 1987 à 1997), membre du comité d'Aide suisse contre le Sida dès 1993 et présidente du groupement des hôpitaux régionaux vaudois, de la centrale d'achat des établissements sanitaires et de l'association d'informatique des établissements sanitaires dès 1994.
De 1997 à 2007, elle est conseillère d'État du canton de Vaud, cheffe du Département de l'économie (elle assume la Présidence du Conseil en 2000 et 2004). De 1983 à 1992, elle est également membre du Comité directeur du Parti radical-démocratique suisse.
Depuis 2009, elle est présidente du Conseil d'administration de Retraites Populaires, à Lausanne.